# Pilea linearifolia
Pilea linearifolia es una especie de planta del género Pilea, perteneciente a la familia Urticaceae.

## Taxonomía
Pilea linearifolia fue descrita por Chia Jui Chen en 1979.

## Distribución
Se encuentra en el territorio de Nepal y el Tíbet.